# Lim Hjo-čun
Lim Hjo-čun (hangul: 림효준 (임효준, Im Hjo-čun), v anglickém přepise: Lim Hyo-jun, čínským jménem Lin Siao-ťün, čínsky pchin-jinem Lín Xiàojùn, znaky 林孝俊; * 29. května 1996, Tegu) je čínský a jihokorejský závodník v short tracku. Do roku 2020 reprezentoval Jižní Koreu, avšak po obvinění ze sexuálního obtěžování byl vyloučen z reprezentace. Následně se rozhodl využít nabídky Čínské bruslařské asociace, přijal čínské občanství a na hrách v Pekingu roku 2022 bude reprezentovat Čínu. Pod vlajkou Jižní Koreje vyhrál závod na 1500 metrů na olympijských hrách v Pchjongčchangu roku 2018 a na stejné olympiádě získal i bronz v závodě na 500 metrů. V roce 2019 se stal celkovým mistrem světa, z jednotlivých disciplín přivezl ze světových šampionátů dalších pět zlatých.